# Moral de Hornuez
Moral de Hornuez är en kommun i Spanien.   Den ligger i provinsen Provincia de Segovia och regionen Kastilien och Leon, i den centrala delen av landet, 120 km norr om huvudstaden Madrid. Arean är 32 kvadratkilometer.
Terrängen i Moral de Hornuez är lite kuperad.